# Don Aminado
Don Aminado rus: Дон-Амина́до (després de la Segona Guerra Mundial va ser imprès com a D. Aminado, rus: Д. Аминадо, nom real Aminad Petróvitx Xpolianski, rus: Аминад Петрович Шполянский; 7 de maig de 1888 — 14 de novembre de 1957) — fou un escriptor satíric, aforista memorialista i advocat rus.

## Biografia
Don Aminado nasqué i es crià a Elisabetgrad (gubèrnia de Kherson), va estudiar dret a Odessa (facultat de dret de la Universitat d'Odessa) i Кíiv, i en acabar la seva educació superior (1910) es va establir a Moscou i es va dedicar a l'advocacia i a l'escriptura (va col·laborar constantment al diari Ranneie utro i a la revista Satirikon).
Com a soldat durant la Primera Guerra Mundial (ferit el 1915 i retornat a Moscou), Don-Aminado va publicar el seu primer llibre dels poemes patrioticolíric, titulat "Cançons de guerra", rus: Песни войны Pesni voini (1914, Moscou; 2ª ed - Moscou, 1915).
Va saludar amb entusiasme la Revolució de Febrer de 1917 amb una obra de teatre en vers titulada "Primavera del dissetè any" rus: Весна Семнадцатого года Vesna Semnadtsatogo goda, però no va acceptar la Revolució Socialista d'octubre. El 1918 tots els periòdics on treballava van ser clausurats, després de la qual cosa va marxar a Kíev, on va treballar amb les es van tancar tots els periòdics on es va publicar, després de la qual es va dirigir a Kíiv, treballant amb els diaris Kievskaia misl, Utro, Vetxer, i després va publicar al diari d'Odessa Sovreménnaia Slovo.
El gener del 1920 va emigrar, a través de Constantinoble, a París, on va continuar regularment fins als anys quaranta. Va publicar fulletons al periòdic de Pàvel Miliukov Poslédnie novosti. També van col·laborar amb altres publicacions d'emigrants: la revista infantil Zelonaia palotxka (1920-21), Svobódnaia misl, la revista Il·liustrirovannaia Rossia' i la revista Satirikon (el 1931 allà, fou, de facto, el seu coeditor). L'antologia "Spolokhi", va publicar diverses col·leccions de les seves obres.
El 1920 a París es va convertir en francmaçó. Va iniciar la seva iniciació a la lògia maçònica de París "Cosmos" núm. 288 (Gran lògia de França).) El 1922 es va encarregar de la part literària i artística del teatre "Carrusel" a Berlín
Don-Aminado va ser llegit molt i amb entusiasme, i es va fer conèixer als lectors francesos gràcies al llibre Le rire dans la steppe (1927, «El riure a l'estepa»). Don-Aminado va definir la seva col·lecció Nakinuv plasx, rus: Накинув плащ (1928) com "una col·lecció de sàtira lírica"; en un estil de joc típic amb títols coneguts, les seccions de la col·lecció "Neskutxni Sad" (1935) es titulen, per exemple: Novi Kozma Prutkov ("Nova Kozma Prutkov"), Zapadni divan ("Sofà occidental") i Vetxera na khutore bliz Bulonki ("Vespres en una granja prop de Boulogne"). Durant l'ocupació nazi de França va romandre en situació il·legal. Després de la Segona Guerra Mundial (ja havent canviat el pseudònim a D. Aminado) va publicar una altra col·lecció de poemes i memòries titulada Poiezd na tretiem puti (1954). Després de la mort de Don-Aminado, Ilià Samílovitx Zilberstein va portar el seu arxiu de tornada a la seva pàtria.
Els seus poemes i prosa en forma impressionista transmeten una situació típica del seu temps. La seva habilitat es basa, d'una banda, en les al·lusions: l'ús de fets coneguts (de la història, la modernitat i la literatura), d'altra banda, sobre la selectivitat en l'ús de paraules (sovint, només substantius), segons la qual el lector pot restaurar l'abast total de l'expressió. Aminado es caracteritza per una distància irònica a la que descriu; la seva sàtira és propensa a fer servir l'humor juganer, però darrere de la lleugeresa de la forma, no es perd la serietat política i humana de l'autor.
(V. Kazak)
Des del 1990, s'han publicat les seves obres a l'URSS i Rússia.

## Obres
- Песни войны, 1914.
- Весна семнадцатого года, 1917.
- Дым без отечества, París 1921.
- Наша маленькая жизнь, Париж, 1927; Мoscou: Terra, 1994. — ISBN 5-85255-413-8
- Le rire dans la steppe (amb Maurice Dekobra), Paris, 1927.
- Накинув плащ, París, 1928.
- Нескучный сад, París, 1935.
- Pointes de Feu, París, 1939.
- В те баснословные года, París, 1951.
- Поезд на третьем пути. Memòries, Nova York, 1954; Moscou: Kniga, 1991. — ISBN 5-212-00597-3
- Города и годы.
- Парадоксы жизни. — Moscou: Obnovlénie, 1991. — ISBN 5-85828-006-4

## Exemples d'aforismes
- Бросить в женщину камень можно только в одном случае: когда этот камень драгоценный / Només es pot llançar una pedra a una dona en un cas: quan aquesta pedra és preciosa.
- Никто никому так не обязан, как обезьяны Чарльзу Дарвину / Ningú no deu a ningú més que un mico a Charles Darwin.
- Оскорбить действием может всякий, оскорбить в трёх действиях — только драматург / Qualsevol pot insultar amb una acció, només un dramaturg pot insultar en tres actes.
- Долги надо делать в государственном масштабе — иначе их приходится платить / Els deutes s'han de fer a escala nacional, en cas contrari s'han de pagar.
- Смысл долголетия заключается в том, чтобы пережить своих кредиторов / El significat de la longevitat és sobreviure als vostres creditors.
- Объявить себя гением легче всего по радио / Declarar-se un geni és més fàcil a la ràdio.
- Возраст женщины, которая всех критикует, называется критическим возрастом / L'edat d'una dona que critica tothom es diu edat crítica.
- Человека, который ясно видит, что он ошибся, называют ясновидцем / Una persona que veu clarament que s'ha equivocat es diu clarivident.
- У отзывчивых людей один недостаток: их никогда нет дома / Les persones responsables tenen un inconvenient: mai són a casa.
- Пессимизм — это вопрос темперамента, оптимизм — вопрос жалованья / El pessimisme és una qüestió de temperament, l'optimisme és una qüestió de salari.
- Не так опасна преждевременная старость, как запоздалая молодость / La vellesa prematura no és tan perillosa com la joventut tardana.
- Легче быть рабом идеи, чем господином слова / És més fàcil ser esclau de la idea que mestre de la paraula.